# Dettleff Schilde
Dettleff Wolfgang Schilde (* 3. Mai 1949 in Burgebrach; † 1. April 2014) war ein deutscher Politiker (BSU, Perspektive, Demokratische Volkspartei Deutschlands, Alternative für Deutschland). 

## Parteien
Schilde war Vorsitzender der 2003 gegründeten Bürgerlichen Sozialen Union (BSU). Er organisierte die Fusion der BSU mit anderen Kleinstparteien in der Partei Perspektive, deren Verwaltungsvorsitzender er wurde. Nach deren Scheitern gründete 
Schilde 2008 die Demokratische Volkspartei Deutschlands (DVD). Nach eigenen Angaben verhandelte er 2009 mit Gabriele Pauli über einen Parteibeitritt; Pauli gründete stattdessen aber die Freie Union. Im März 2013 beteiligte sich Schilde an der Gründung des Landesverbands Bayern der Alternative für Deutschland, für den er mehrere Kreisverbände gründete. Die DVD löste sich zum 1. Juli 2013 zugunsten der AfD auf. Schilde knüpfte Kontakte zum Bündnis Zukunft Österreich, insbesondere zu dessen damaligen Vorsitzenden Gerald Grosz.
Recherchen von NDR und Die Zeit legen nahe, dass Schilde als Geschäftsführer eines Verlages aus dem Firmennetzwerk eines AfD-nahen Spindoctors und seiner Liechtensteiner Batwolf AG eine Zahlung in Höhe 30.000 Euro erhielt. Dem sollen ein Treffen auf Schloss Fuschl und schriftliche Forderungen Schildes nach Salär und einem Listenplatz vorausgegangen sein.